# Ismay
Ismay – miasto w Stanach Zjednoczonych, w stanie Montana, w hrabstwie Custer.